# Bärfisartade insekter
Bärfisartade insekter (Pentatomoidea) är en överfamilj av insekter inom underordningen skinnbaggar. Enligt Catalogue of Life omfattar överfamiljen Pentatomoidea sju familjer meed cirka 420 arter, varav 55 har arter påträffats i Sverige och 53 av dessa är bofasta och reproducerande i Sverige.

## Familjer
Familjer enligt Catalogue of Life:
- Kölskinnbaggar (Acanthosomatidae)
- Tornbenskinnbaggar (Cydnidae)
- Bärfisar (Pentatomidae)
- Klotskinnbaggar (Plataspidae)
- Sköldskinnbaggar (Scutelleridae)
- Tessaratomidae
- Glansskinnbaggar (Thyreocoridae)

## Bildgalleri

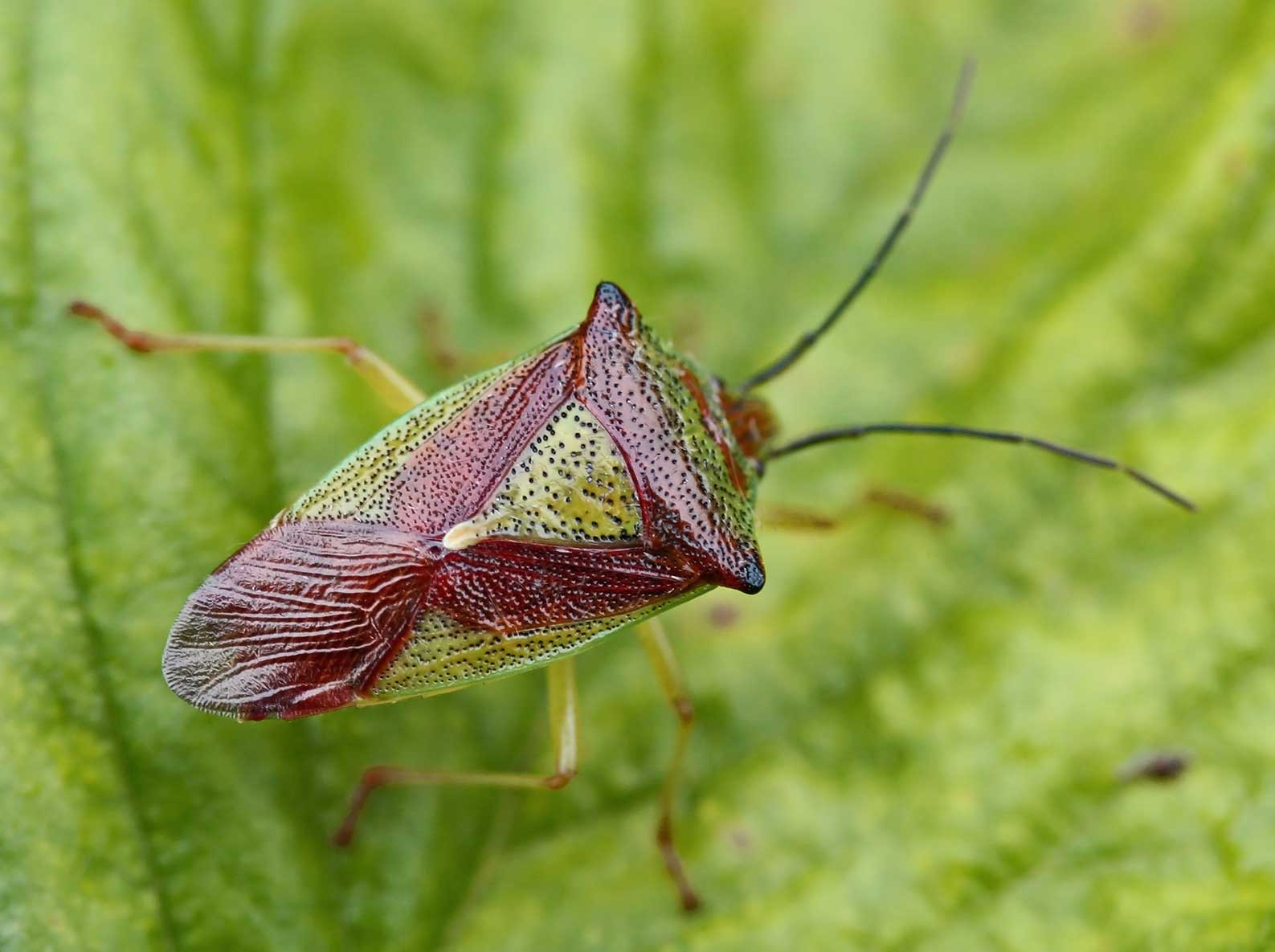
Acanthosoma haemorrhoidale
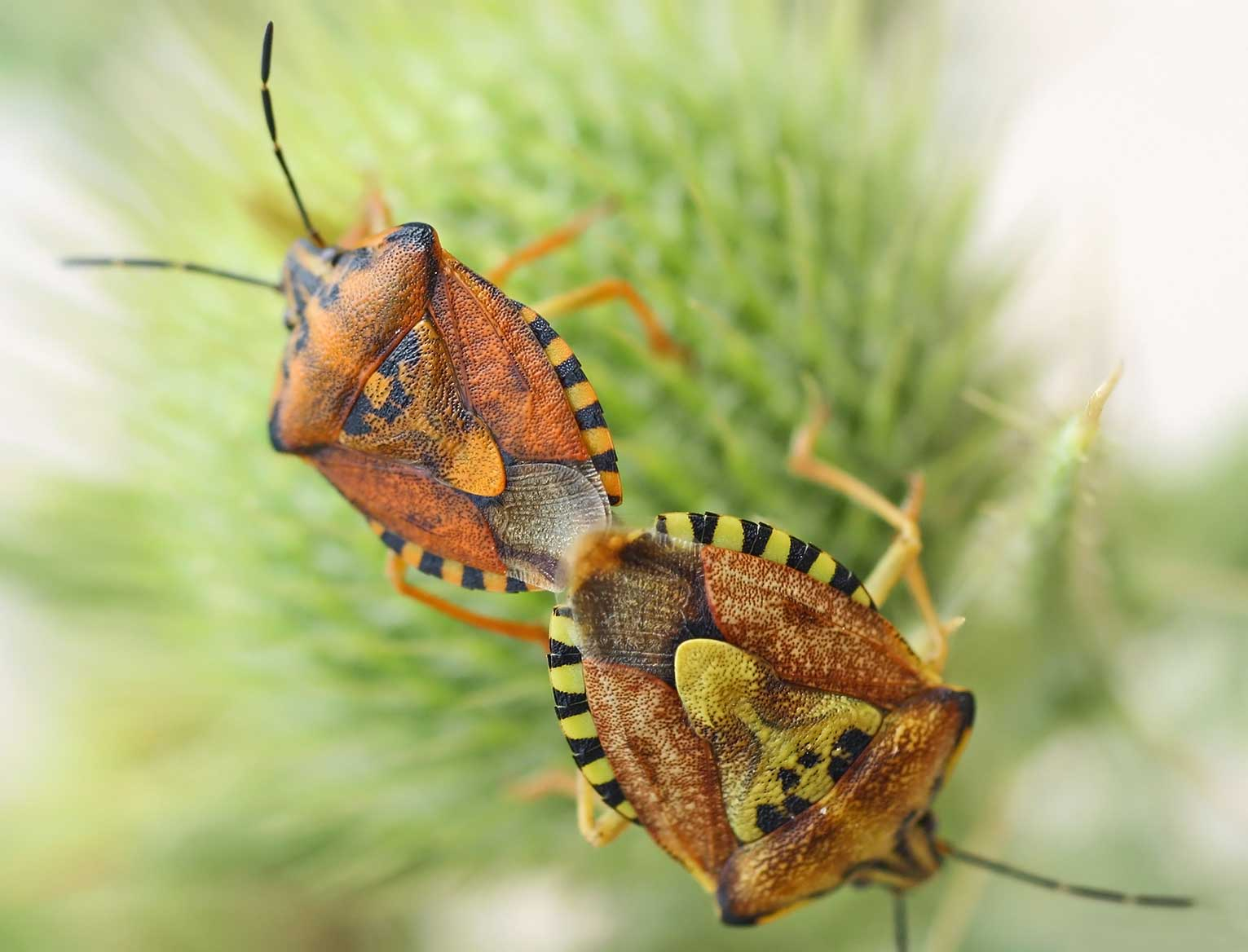
Carpocoris pudicus, som parar sig
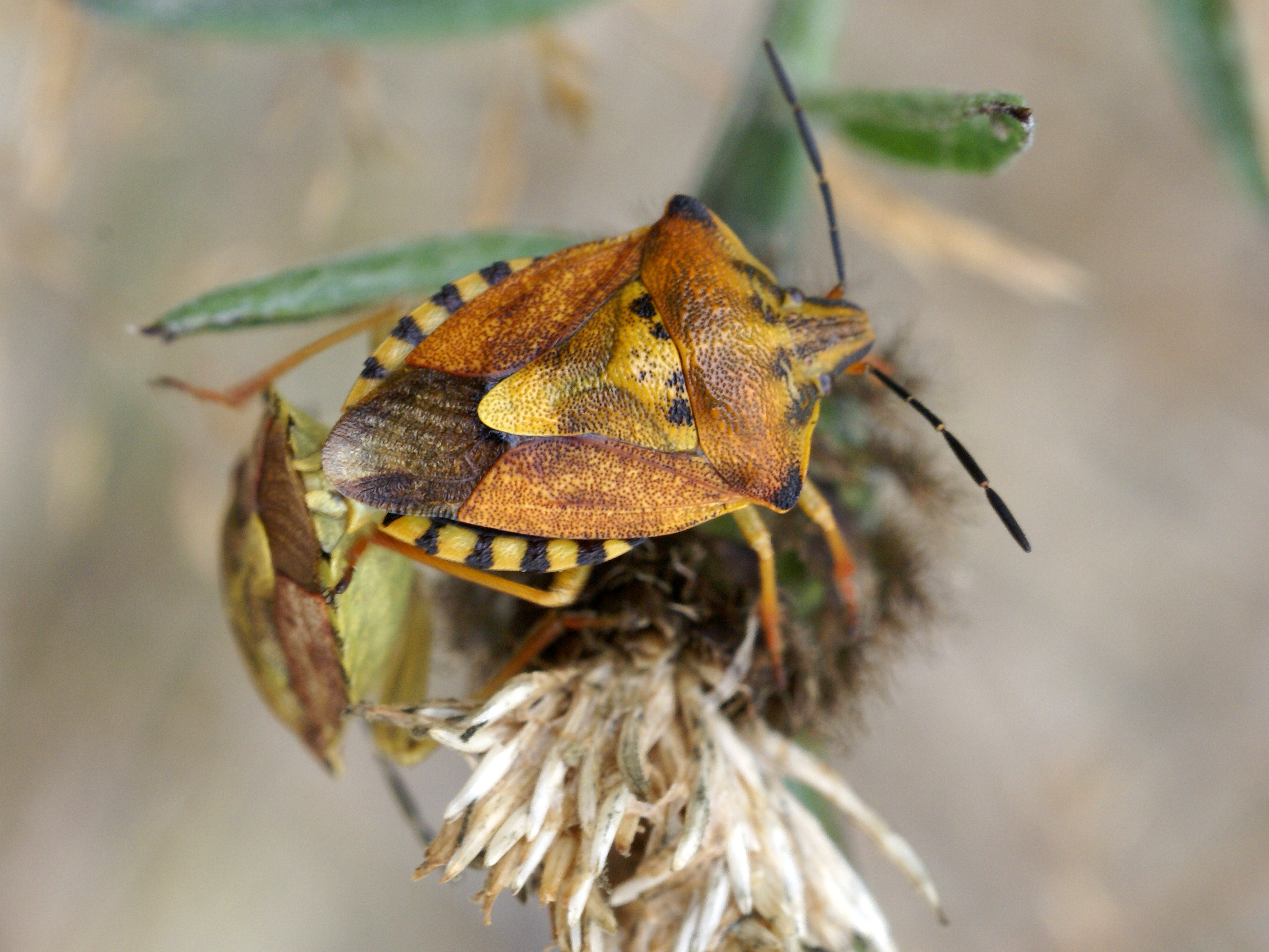
Carpocoris_purpureipennis
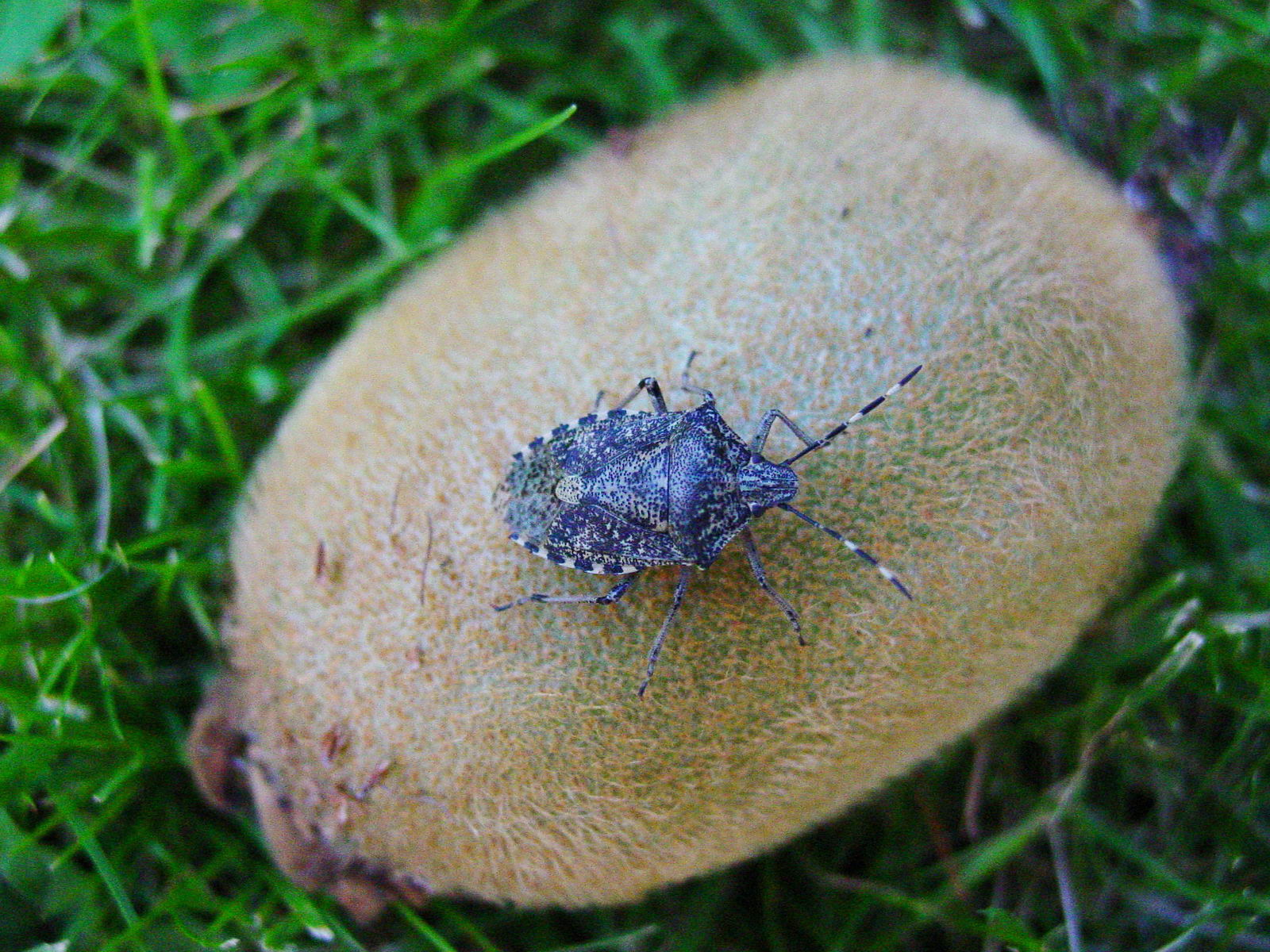
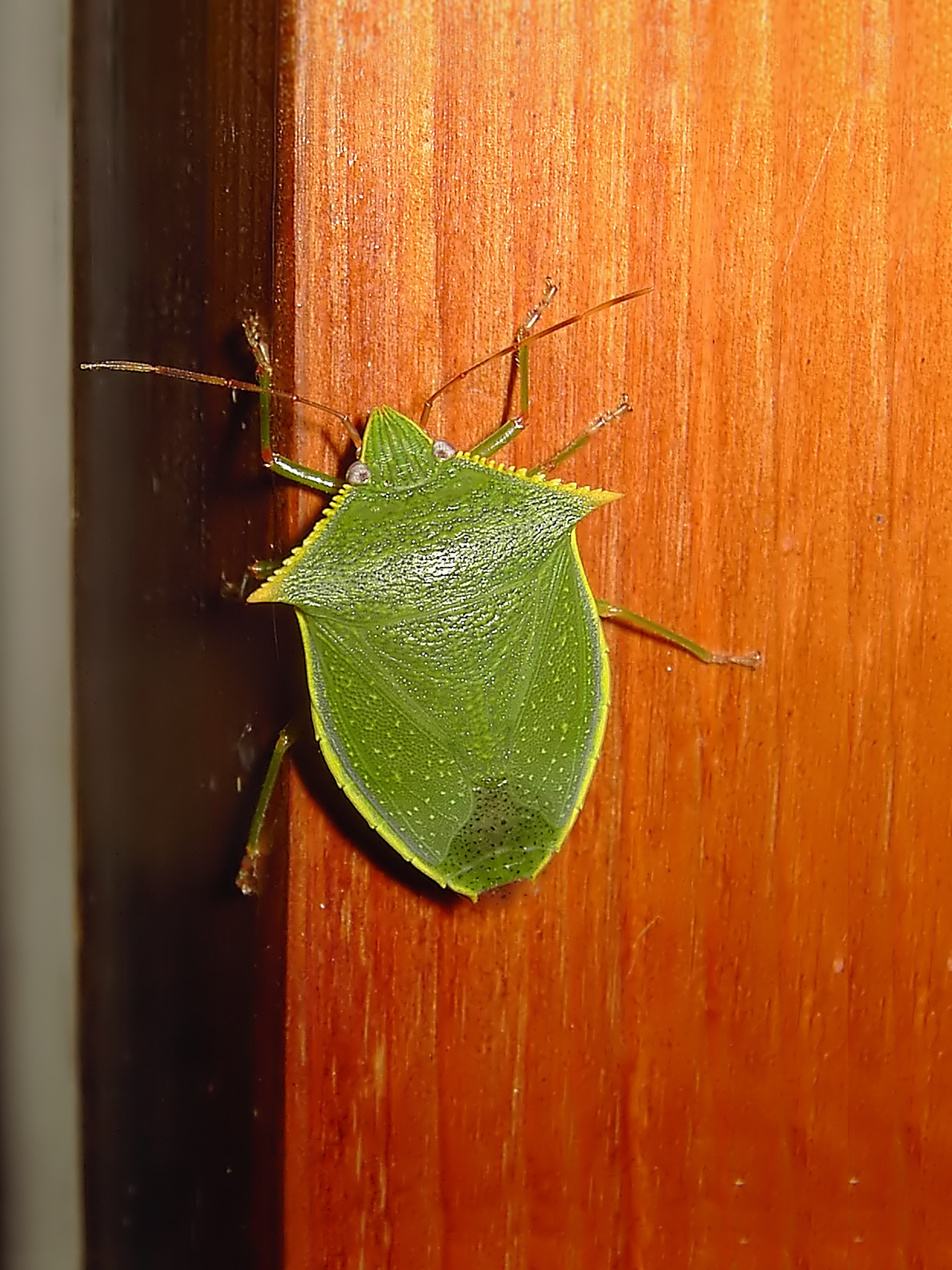
Loxa viridis
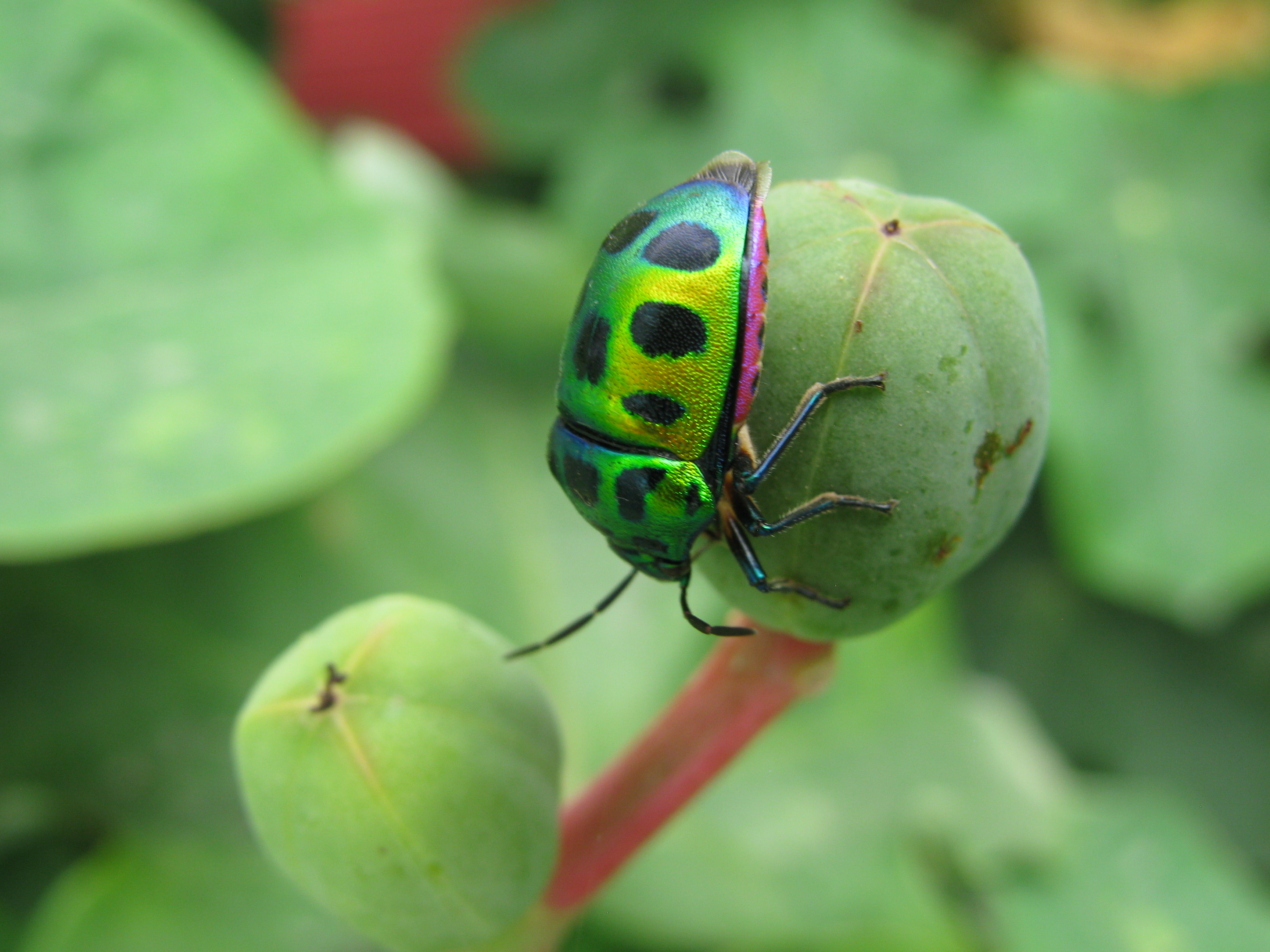
Chrysocoris stolli